# Veyron
El Veyron és un riu del cantó de Vaud, en Suïssa i un afluent del Venoge, i també un afluent indirecte del Roine a través del llac Léman.
El Veyron pren la seva font a Bière en el cantó de Vaud i flueix fins a Ferreyres, on desemboca en el Venoge, al lloc dit la Tine de Conflens.
El Veyron es deia li Voirons el 1257.

## Recorregut
- Bière
- Ballens
- Apples
- Pampigny
- Chavannes-le-Veyron
- Grancy
- La Chaux (Cossonay)
- Dizy
- Chevilly
- La Sarraz
- Ferreyres

## Afluents
- L'Etremble
- El Malagne
- El Morand
- El Lamponnex
- El Gèbre